# Adénolymphite
 Mise en garde médicale
L'adénolymphite, également connue sous les noms adénolymphite mésentérique, adénite mésentérique et lymphadénite mésentérique, est une inflammation des ganglions lymphatiques située au niveau du péritoine abdominal (également appelé mésentère). Elle survient fréquemment chez les enfants à la suite d'une infection virale (souvent une gastro-entérite), mais peut également apparaître dans le cadre d'une appendicite ou d'une maladie de Crohn. Dans de rares cas, elle est causée par des bactéries comme Yersinia enterocolitica ou Mycobacterium tuberculosis.

## Symptômes
L'adénite mésentérique peut se manifester par :
- des douleurs abdominales, notamment dans le quadrant inférieur droit (similaires à celles d'une appendicite),
- de la fièvre,
- de la nausée,
- des vomissements,
- et parfois une diarrhée.

Il n’est pas rare que les symptômes disparaissent d’eux-mêmes en quelques jours, sans traitement spécifique.

## Diagnostic
Le diagnostic repose souvent sur une échographie abdominale. Celle-ci permet de visualiser des ganglions lymphatiques élargis dans le mésentère ainsi qu’un appendice non enflammé, ce qui aide à différencier cette pathologie de l’appendicite aiguë.

## Traitement
Dans la majorité des cas, aucun traitement spécifique n’est nécessaire. Le repos, une bonne hydratation et des antalgiques suffisent. Si une infection bactérienne est confirmée, un antibiotique peut être prescrit.